# Phyllomenia
Phyllomenia is een geslacht van wormmollusken uit de  familie van de Phyllomeniidae.

## Soorten
- Phyllomenia austrina Thiele, 1913
- Phyllomenia cornuadentata Salvini-Plawen, 1978